# Podura
Poduridele (Poduridae) este o familie de colembole cu furca bine dezvoltată, lungă, cu dentes încovoiate; capul mare, hipognat. Cuprinde un singur gen, Podura și 4 specii:
- Podura aquatica Linnaeus, 1758
- Podura fuscata Koch & Berendt, 1854
- Podura infernalis Motschulski, 1850
- Podura pulchra Koch & Berendt, 1854

Podura aquatica este o specie acvatică, comună în bălți, râuri, uneori primăvara în ape provenite din zăpezi. Este răspândita în regiunea holarctică și în România.